# أغري بوجاق (خوي)
أغري بوجاق هي قرية في مقاطعة خوي، إيران. يقدر عدد سكانها بـ 758 نسمة بحسب إحصاء 2016.